# فیلیپو گراندی
فیلیپو گراندی (ایتالیایی: Filippo Grandi؛ زادهٔ ۱۹۵۷ میلادی در میلان) یک سیاستمدار اهل ایتالیا است که در امور بشردوستانه سازمان ملل متحد فعالیت می‌کند.
در ۱۱ نوامبر ۲۰۱۵، بان کی‌مون تصدی وی را برای کمیساریای عالی سازمان ملل برای پناهندگان در سال ۲۰۱۶ میلادی اعلام کرد. گراندی از ۱۹۹۸ میلادی در این نهاد بین‌المللی مشغول به کار و در کشورهای مختلف از جمله سودان، سوریه، ترکیه و عراق پس از جنگ اول خلیج، به خدمت مشغول شد. او همچنین مدیریت تعدادی از عملیات اضطراری از جمله در کنیا، بنین، غنا، لیبریا، یمن و افغانستان را برعهده داشته است. بین سالهای ۱۹۹۶ و ۱۹۹۷ میلادی، وی مسئول هماهنگی کمیساریای عالی پناهندگان سازمان ملل متحد و فعالیت‌های انسان دوستانه در جمهوری دموکراتیک کنگو در طول جنگ داخلی بود.